# Чичерилло, Боб
Боб Чичерилло (Роберт Майкл Чичерилло, англ. Robert Michael Cicherillo, родился 1 декабря 1965, Рочестер) — американский бодибилдер, киноактёр и шоумен.

## Биография
В 12 лет собирал комиксы, смотрел «Невероятного Халка» и мечтал стать супергероем, в связи с чем решил заняться бодибилдингом, в этом выборе ему помог фильм «Качая железо» с Арнольдом Шварценеггером. В 13 лет участвовал в первом соревновании локального уровня, где, заняв третье место, выиграл призы за лучшие ноги, руки и спину. Первое настоящее выступление случилось в 1980 году — Мистер округа Монро среди юниоров, где занял восьмое место.
К двадцати годам, когда уже обладал пятнадцатью чемпионскими званиями, получил приглашение на чемпионат США среди юниоров, где сразу стал вторым. После чего он начал вести разгульный образ жизни, и до следующего чемпионата его не допустили. После чего расписал тренировки по дням и через год победил.
В последующие годы участвовал в соревнованиях разного ранга, но так и не достиг высоких результатов. От усердия в пробах всевозможных диет и методик у него подорвалось здоровье. Врачи советовали уйти, но благодаря волевым усилиям всё же вновь набрал форму, и в 1999 году победил на чемпионате Техаса, в 2000 году наконец получил профессиональную карточку, а в 2006 году—занял первое место на «Masters Pro World».
В 2003 году начал кинокарьеру, снявшись в эпизоде сериала «Зачарованные». Затем снялся в роли ангела Юриэля в «Демонах у ворот» (2004) Роя Книрима, в роли Луи Феррино в «Смотрите, Арнольд идёт» (2005) с Арнольдом Шварценеггером.
Ведёт различные шоу, конкурсы и прочие мероприятия, связанные с миром бодибилдинга.

## Параметры
Рост: 180 см

Вес внесезонный: 134 кг

Вес соревновательный: 120-122 кг

## История Соревнований
- 1981 Natural America, Teen Tall, 4й
- 1983 AAU Mr New York State, Teen Tall, 1й
- 1987 NPC Junior Nationals, HeavyWeight, 1й
- 1987 NPC Nationals, Heavyweight, 5й
- 1988 NPC USA Championships, Heavyweight, 8й
- 1989 NPC Nationals, Heavyweight, 4й
- 1989 North American Championships, Heavyweight, 4й
- 1989 NPC USA Championships, Heavyweight, 2й
- 1990 NPC Nationals, Light-Heavyweight, 5й
- 1993 NPC USA Championships, Heavyweight, 8й
- 1995 NPC USA Championships, Heavyweight, 15й
- 1996 NPC Nationals, Heavyweight, 8й
- 1999 NPC Nationals, Heavyweight, 2й
- 2000 NPC USA Championships, Super-Heavyweight, 1й
- 2001 Night of Champions, 11й
- 2001 Toronto Pro Invitational, 5й
- 2002 Night of Champions, 2й
- 2002 Mr. Olympia, 18й
- 2002 Show of Strength Pro Championship, 7й
- 2002 Southwest Pro Cup, 2й
- 2003 Night of Champions, 6й
- 2004 Arnold Classic, 11й
- 2004 Ironman Pro Invitational, 8й
- 2005 New York Pro Championships, 8й
- 2005 San Francisco Pro Invitational, 9й
- 2006 Masters Pro World, 1й

## Появления в журналах
- 1987 сентябрь NPC News
- 1987 октябрь Muscular Development
- 1989 июль Muscle Training Illustrated
- 1990 март Muscular Development
- 1992 июнь Muscle Mag International
- 2000 сентябрь Muscle Mag International
- 2004 декабрь NPC Flex
- 2005 октябрь Muscle Mag International

## Фильмография
- 2003 Зачарованные
- 2004 Демоны у Ворот
- 2005 Смотрите, Арнольд идет!